# مرد سگی (فیلم ۲۰۲۳)
مرد سگی (انگلیسی: DogMan) یک فیلم درام، دلهره‌آور و جنایی فرانسوی به زبان انگلیسی محصول سال ۲۰۲۳ به نویسندگی و کارگردانی لوک بسون با بازی کلب لندری جونز، جونیکا تی. گیبز، کریستوفر دنهام، جان چارلز آگیلار و گریس پالما است. فیلم در نیوجرسی، مردی را به تصویر می‌کشد که توسط پدرش مورد آزار قرار گرفته و سگ‌ها را دوست دارد.
این فیلم برای رقابت برای شیر طلایی در هشتادمین جشنواره بین‌المللی فیلم ونیز انتخاب شد، جایی که برای اولین بار در ۳۱ اوت ۲۰۲۳ نمایش داده شد. این فیلم در ۲۷ سپتامبر ۲۰۲۳ در فرانسه اکران شد. این فیلم عموماً نقدهای متفاوتی از سوی منتقدان دریافت کرد.

## داستان
داگ در نیوجرسی هنگام رانندگی با یک کامیون پر از سگ دستگیر می‌شود. اولین، روان‌پزشک، برای بازجویی از او به اداره پلیس فرستاده می‌شود. او از طریق فلاش بک داستان زندگی خود را تعریف می‌کند.

## تولید
این فیلم در یک مرکز تولید مجازی در اسون، فرانسه، از فوریه تا ژوئیه ۲۰۲۲، و در مکان در نیوآرک، نیوجرسی، در ژوئن ۲۰۲۲ فیلمبرداری شد.

## بازخوردها
در وب‌سایت جمع‌آوری نقد راتن تومیتوز، این فیلم بر اساس ۵۲ نقد، با میانگین امتیاز ۵٫۴ از ۱۰، و دارای ۵۸٪ محبوبیت می‌باشد. در متاکریتیک، که از میانگین وزنی استفاده می‌کند، امتیاز ۴۶ از ۱۰۰ را از ۲۱ منتقد به فیلم اختصاص داد که نشان دهنده نقدهای «مختلط یا متوسط» است.